# 王昇 (1915年)
王昇（1915年10月28日—2006年10月5日），原名王荐锴，字化行，男，江西龍南人，中華民國陸軍二級上將，曾任駐巴拉圭共和國大使、國防部聯合作戰訓練部主任、國防部總政治作戰部主任、政工幹部學校校長。

## 生平

### 早年生平
1931年小学毕业后，学习裁缝，1933年出徒。后与人合伙在龙南县城经营石印印刷店，1935年入私塾读书两年。1937年抗战爆发后在龙南成立江西保安团第十三团，邹进为团长，王荐锴从军任团部文书并改名王昇。同学廖玄是信丰县壮丁常备大队长，把王昇调过去任中尉副官。

### 贛南時期
日军攻占九江、南昌后，蒋经国领导的江西新兵督练处迁到了赣州附近的南康唐江，巡视地方时结识了王昇。1939年初蒋经国从江西省新兵督练处调任江西省第四行政区督察专员公署专员兼任保安司令，开始主政赣南，推荐王昇到“军事委员会战时工作干部训练团第三团第二期”（即“军委会战干第三团”驻吉安）。该校1939年迁到江西瑞金，改组为“中央军校三分校”（政治部主任胡轨），1939年底王昇结业时被列为中央陆军军官学校第三分校第十六期政训总队。此后，王升被蒋经国选送赣州水西赤硃岭“三青团青干班”第一期受训，与章亚若是同学。毕业后追随蒋经国在江西第四行政区督察专员公署下辖的赣县县政府保甲指导员，相当于赣州城区的区长，推動地方建設。
1941年任赣县政府兵役科科长。不久调任江西第四行政区督察专员公署情报室（后改为特务室）的“视察”。1942年，三青团江西支部成立，蒋经国任干事长，王升任组训组组长。1943年到重庆的中央干部学校研究部学习。后任青年军第208师某团政治督导员。1947年调南京“中央青年部”任副处长。任国防部预备干部局下属的嘉兴青年中学（吸收青年军退伍军人入学）的训导主任。1948年初“戡建总队”第六大队大队长。1948年7月率部从唐山至上海，协助整顿经济秩序“打老虎”的蒋经国在上海執行發行法幣的經濟物價管制工作。第三、四、五、六戡建大队为基础组建“大上海青年服务总队”，任总队长，协助“打虎”。1949年元旦率部改编为国防部青年救国团第一总队任总队长。1949年3月率部进驻江西，任国民党江西省党部书记长。撤退到广州后，任国防部政工局政工总队少将总队长，收容原“青年救国团“残部继续工作。1949年9月，率300多队员辗转重庆。1949年12月，蒋经国特批一张机票，让王升飞赴台湾。

### 來臺後
到台湾后，1950年3月蒋经国正式受命为总政治部主任，立即创办政工干校，任王升为政治作戰學校（政工幹部學校）訓導處長，升任教育长（校长王永树）。1955年校长王永树调任兵团司令，王升为校长。1960年5月，调任总政治部副主任，晋升中将执行官。1960年底，王升任团长的7人军官团赴南越，帮助南越国军建立政战制度，即“奎山军官团”，成立政治作战研究班、代训干部、成立政战总局、建立各级政战组织、开办政战教官班、创建政战大学；于1962年1月5日完成任务返国。
1974年，孫智燊、馮滬祥與當時由總政治作戰部副主任王昇領導的秘密組織「心廬」有密切關係。在台大打擊李煥的救國團系，導致多名教師遭到停聘與辭退的台大哲學系事件。
1975年4月7日任总政治作战部主任，晋升二级上将军衔。 

### 失勢
1977年，中壢事件發生，李煥下臺，王昇權力擴大，有所謂「李換（煥）王升（昇）」之說。憑藉蔣經國提攜，王昇權傾一時。1979年国民党十一届四中全会当选为中常委，跻身决策核心圈。1979年为应对中共统战攻势，国民党提出了“不妥协、不谈判、不接触”的三不政策，反统战需要成立固国小组。蒋经国不满固国小组的工作，1980年1月召见王昇决定成立党政军联合作战反统战组织，“展开全面的对敌斗争”。王昇建立并主持「劉少康辦公室」，地點在臺北市信義路黎明文化公司大樓，人員來自國安局、外交部、新聞局、文工會等單位，勢力伸入警總、國安局、調查局，「王昇接班」說法開始傳出。蔣經國大怒，下令裁撤劉少康辦公室。
1983年5月6日，蔣經國函電宋美齡：
「總政治作戰部主任王昇亦任職已久擬改調其為聯合作戰訓練部主任其餘陸軍空軍聯勤均擬連任」

王昇曾對蔣經國說：「拿掉政工的人事權，你殺了我都不幹！」與「你不聽我的意見，我寧可辭官不幹！」蔣經國怒氣沖沖地對高魁元說：「請你傳話給王化行，我蔣經國連共產黨都不怕了，還會怕他嗎？他要辭官不幹就不幹好了，算啦！」據稱王昇在流放前，在政戰學校演講時放話：「殺掉一個王昇，還有千千萬萬個王昇。」
事實上，蔣經國在1978年10月6日的日記曾載：「要煜辰警告王昇不要多露鋒頭，亦不要過問非其所應管之事，我多年培養此人，實不願看到他自我毀滅也。」:157又記：「情報調查機構、尤其是司調局濫用職權陷害無辜，借公濟私且仍有刑審之事，實在聽之後坐立不安，夜不成眠。」研究蔣經國日記的黃清龍認為此時蔣對王昇還是愛護的，而蔣對於權力過於集中劉少康辦公室，出現濫權陷害無辜的事感到不安，要求王昇改正。:157
爾後王昇被派為駐巴拉圭大使，據說因為這是離臺灣最遠的友邦。蔣經國對王昇說：「派你去當大使，是我提議的。此一歷練對你將有幫助，我一度當過東北外交特派員，對我是一大歷練。」。在巴拉圭，王昇名義上是中華民國政府派駐的大使，但王不會講西班牙語，在那裡幾乎沒有人可以與他交談。1983年7月15日雜誌《在野者论坛》上，刊出23万字长文《将军百战身名裂——是谁要毁灭王昇》，是王昇派人士的怒火之作。王昇驻巴期间，于1987年初受到16名巴拉圭华侨联名控告。據悉1987年蔣經國在辭世前對近屬表示：「叫他回來罷！還是王化行說得對，我還是要重用王化行！」
1996年訪問上海，見到海協會會長汪道涵。2005年，應邀前往中國大陸慶祝抗日戰爭勝利六十年。
2006年10月5日凌晨，因多重器官衰竭在臺北榮民總醫院過世。

## 評價
江南案事件中被暗殺的作家劉江南，曾在《王昇浮沉录》一文中分析王昇被放逐的原因有五：“操之过急，欠沉着稳健；弄权跋扈，四面树敌；高估自己的能力，低估对手的才智；恃宠而骄，过分自信和经国的关系；不该拉章氏昆仲，压孝武、孝勇兄弟。”

## 其他
- 作家尉天驄在《回首我們的時代》中，轉述逯耀東的回憶：「當王曉波幾個傢伙因臺大的民族主義座談會事件被列為異己分子時，很多人不敢去理會他們，他們只好到我家喝酒。他那時沒有收入，我就把他純粹的學術文章拿去發表。結果遭到質問。我說：再怎麼樣總得讓他吃飯，買包菸抽吧！誰知一位被奉為上將的王姓人物，臉孔一沉，竟然說：王曉波要吃飯，叫他跪下來申請！」這位「被奉為上將的人物」，正是王昇。[10]:192-193

## 家庭
- 发妻22岁廖光美：1937年参军前按照父母要求与龙南本地女子廖光美结婚。1942年女儿王华出生，与妻子廖光美离婚。
  - 女儿王华：任老师，后来成为全国政协委员、吉安市政协副秘书长
    - 王华儿子聂林海：吉安市民革八支部主委。[11]
- 第二任夫人胡香棣：1942年在赣州结婚，1943年生下儿子王公天。早逝。
  - 兒子王公天
  - 女兒王小棣：知名導演。
  - 兒子王步天：1980年2月17日，王步天在洛杉磯的住宅遭定時炸彈炸毀（本人無事）。時值美麗島事件後海外台獨運動對國民黨政府走向激進，當時WUFI在機關誌上額手稱慶。[12]此事與1980年2月28日「蔣家駐巴拉圭大使館」被炸事件被視為海外台灣獨立運動所為。[13]

- 第三任夫人王熊慧英：幼教專家，為文化大學青少年兒童福利系及台北市私立奎山中學及小學創辦人。
  - 兒子王立天， 留學美國新澤西州私立史帝文生斯學院後回台。現任教於銘傳大學。

## 延伸阅读
[在维基数据编辑]
 在维基共享资源阅览影像